# IHeartRadio
iHeartRadio – platforma radiowych stacji internetowych, której właścicielem jest iHeartMedia.
iHeartRadio było początkowo aplikacją mobilną na system operacyjny iOS. W 2009 roku w ciągu pierwszych 20 tygodni od momentu jej publikacji, została ona pobrana milion razy. iHeartRadio było dostępne dla zarejestrowanych użytkowników Facebooka, a w 2011 roku stało się dostępne pod adresem iheartradio.com. Z okazji wprowadzenia nowego oprogramowania zorganizowano dwudniowy iHeartRadio Music Festival. Na platformie zostało zarejestrowanych 110 milionów kont użytkowników.